# Kbel (Dél-plzeňi járás)
Kbel település Csehországban, a Dél-plzeňi járásban. Kbel Týniště, Měčín, Švihov és Vlčí településekkel határos. Lakosainak száma 290 fő (2024. január 1.).

## Népesség
A település lakosságának változását az alábbi diagram mutatja:
| Lakosok száma | 972  | 863  | 951  | 562  | 400  | 281  | 316  | 298  | 280  | 290  |
|               | 1869 | 1890 | 1921 | 1950 | 1980 | 2001 | 2017 | 2019 | 2022 | 2024 |